# Gåsvarv
Gåsvarv (älvdalska Gą̊swarv) är en småort i Älvdalens socken och kommun i Dalarna. I byn talas lokalspråket älvdalska och genom byn går järnvägslinjen Mora-Märbäck, som slutar i Märbäck någon kilometer norr om byn.